# Francisco de Lugo
Francisco de Lugo, né en 1580 à Madrid et mort le 17 septembre 1652 à Valladolid, est un jésuite et théologien espagnol, frère aîné du cardinal Juan de Lugo.

## Œuvres

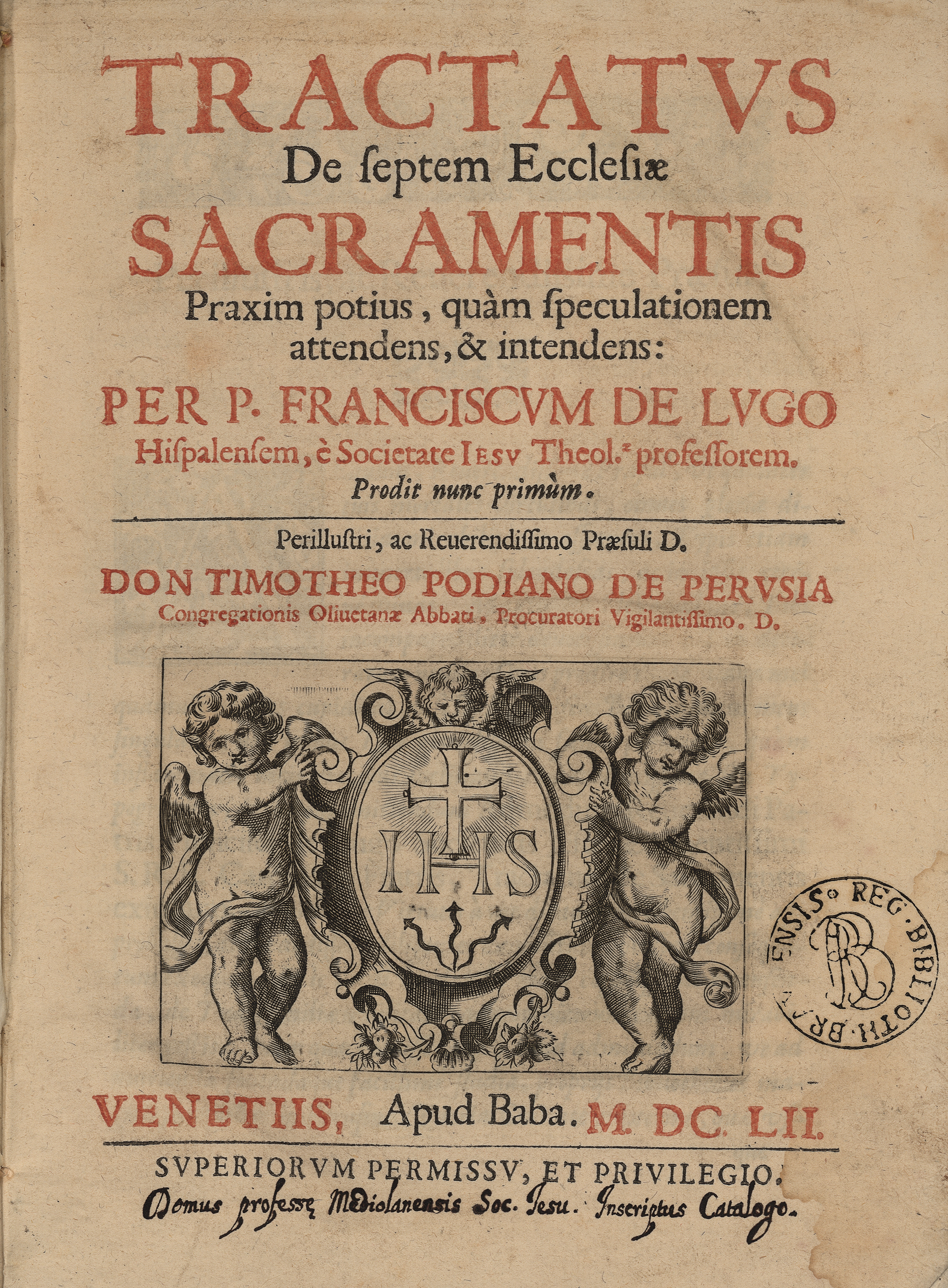
Couverture de 'Tractatus de septem Ecclesiae sacramentis.

- (la) Tractatus de septem Ecclesiae sacramentis, Venise, Francesco Baba, 1652 (lire en ligne)